# Лёд VI
Лёд VI — тетрагональная кристаллическая разновидность водного льда. Получают при охлажении воды до −3 °C (270 K) и давлении 1,1 ГПа. В нём проявляется дебаевская релаксация. Предсказана (и экспериментально подтверждена) разновидность льда VI с упорядоченным расположением протонов, которую называют льдом XV. Лёд VI тает при температуре 81 ºС (355 K) при 2,216 ГПа и при температуре около 0 ºС  при 0,6 ГПа.
Плотность льда VI при давлении 0,6 ГПа (6 тыс. ат) составляет 1,31 г/см³, диэлектрическая проницаемость (статическая) равна 193.
Обычный водный лёд относится по номенклатуре Бриджмена ко льду Ih. В лабораторных условиях (при разных температурах и давлениях) были созданы разные модификации льда: от льда II до льда XIX.